# Feketekontyos cinege
A feketekontyos cinege (Periparus melanolophus) a verébalakúak (Passeriformes) rendjébe, ezen belül a cinegefélék (Paridae) családjába tartozó, 11-12 centiméter hosszú, kis termetű madárfaj. Egyes szerzők szerint a fenyvescinege (Periparus ater) alfaja. A Himalájában él, Afganisztán, Bhután, India, Nepál és Pakisztán területén. Télen az északi részekről délebbre vándorol. Rovarevő, de magokat, gyümölcsöket is fogyaszt. Faodúkban fészkel, a talajtól 3-13 méteres magasságban. Áprilistól júliusig költ. Ezt követően a magasabb hegyvidékről alacsonyabban fekvő erdőkbe költözik.

## Külső hivatkozások
- Periparus melanolophus
- Periparus melanolophus